# Isla de las Palomas
Isla de las Palomas este o arie protejată (arie de protecție specială avifaunistică — SPA) din Spania întinsă pe o suprafață de 28,26 ha, din care 99 % marine.

## Localizare
Centrul sitului Isla de las Palomas este situat la coordonatele 37°34′19″N 1°02′26″W / 37.5719°N 1.0406°V.

## Înființare
Situl Isla de las Palomas a fost declarat arie de protecție specială avifaunistică în martie 2001 pentru a proteja 5 specii de animale.

## Biodiversitate
Situată în ecoregiunile marină mediteraneană și mediteraneană, aria protejată conține 4 habitate naturale: Recifuri, Tufărișuri halo-nitrofile (Pegano-Salsoletea), Peșteri marine scufundate complet sau parțial, Faleze cu vegetație de Limonium spp. endemic de pe coastele mediteraneene.
La baza desemnării sitului se află mai multe specii protejate:
- păsări (3): Calonectris diomedea, șoim călător (Falco peregrinus), Hydrobates pelagicus
- mamifere (1): delfin mare (Tursiops truncatus)
- reptile (1): Caretta caretta

Pe lângă speciile protejate, pe teritoriul sitului au mai fost identificate 1 specie de plante, 2 specii de păsări, 5 specii de mamifere, 2 specii de reptile.